# Cheylade
Cheylade (Chailada en occitan) est une commune française, située dans le département du Cantal en région Auvergne-Rhône-Alpes.

## Géographie

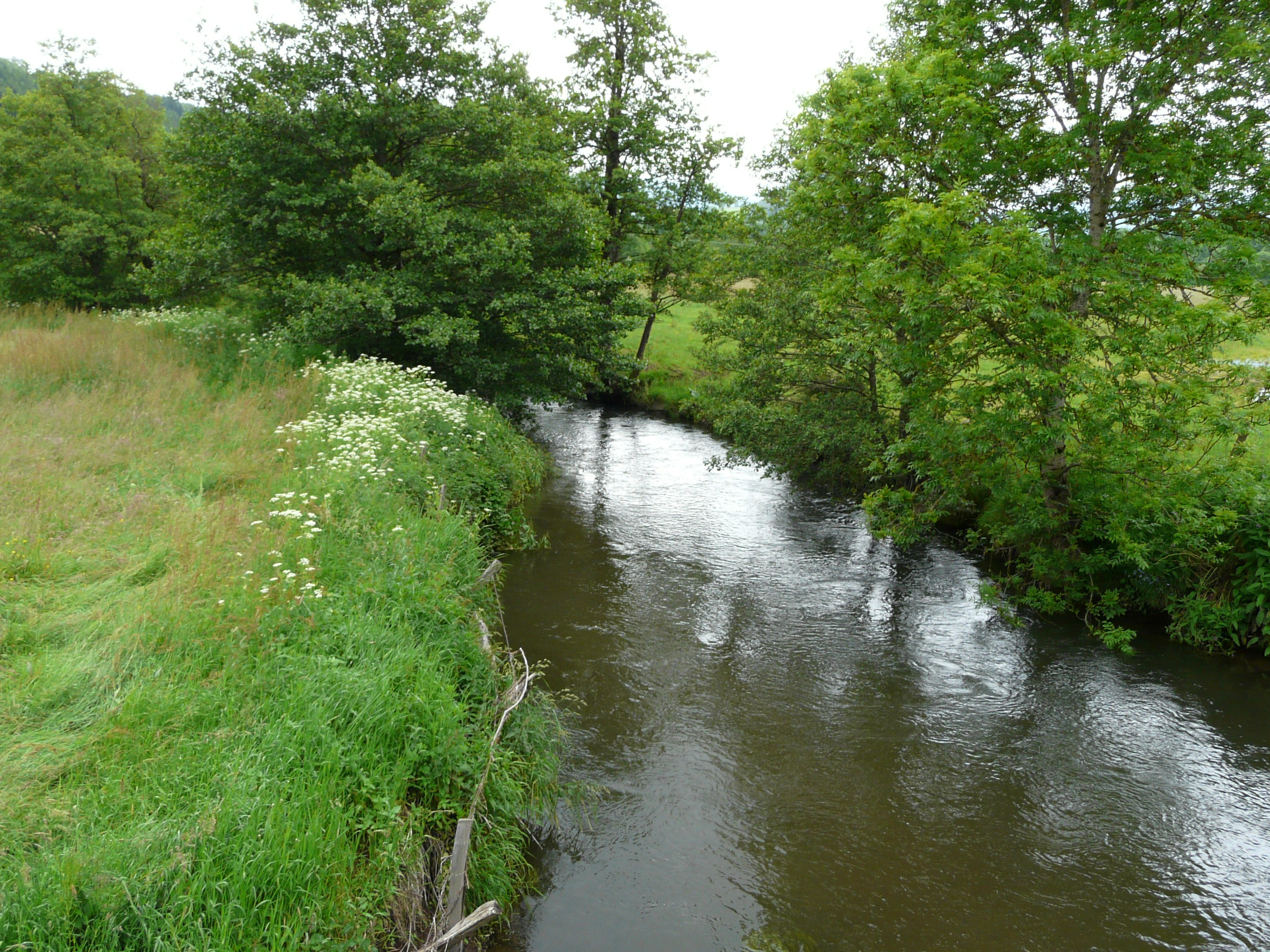
La Petite Rhue à Cheylade.

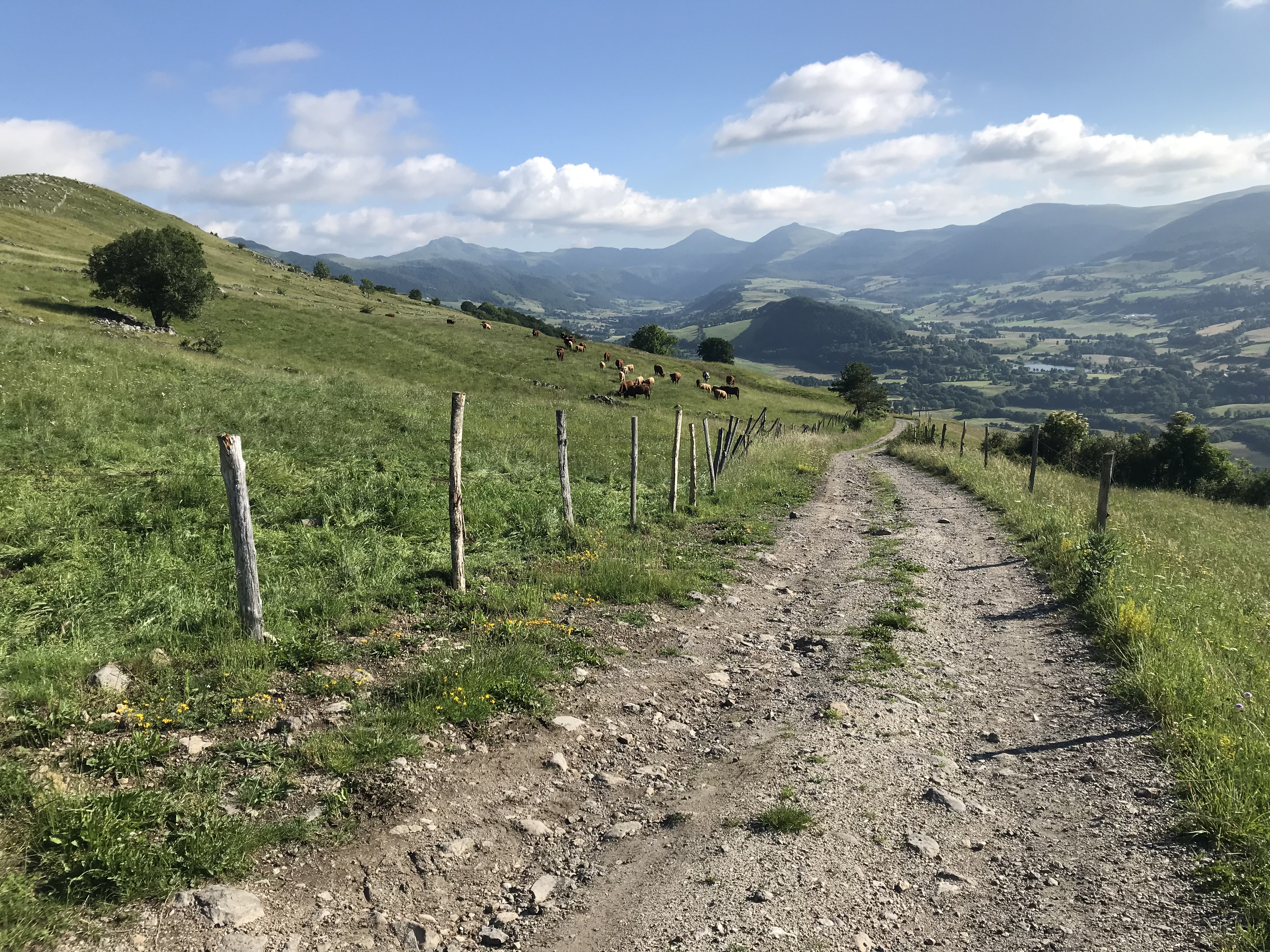
Sentier au dessus de la vallée de Cheylade en direction du puy Mary.

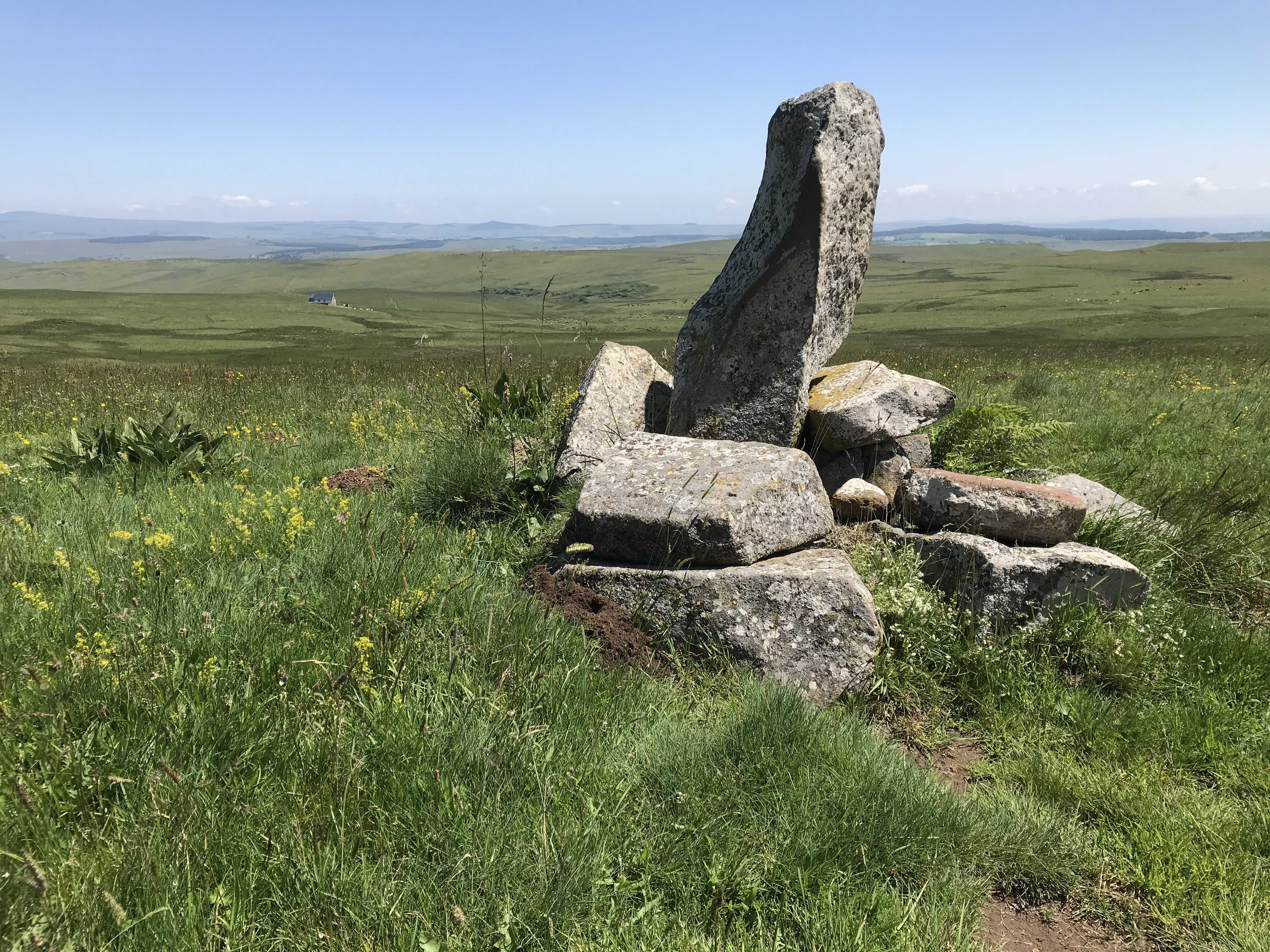
Quirou sur le plateau du Limon entre Cheylade et Dienne.

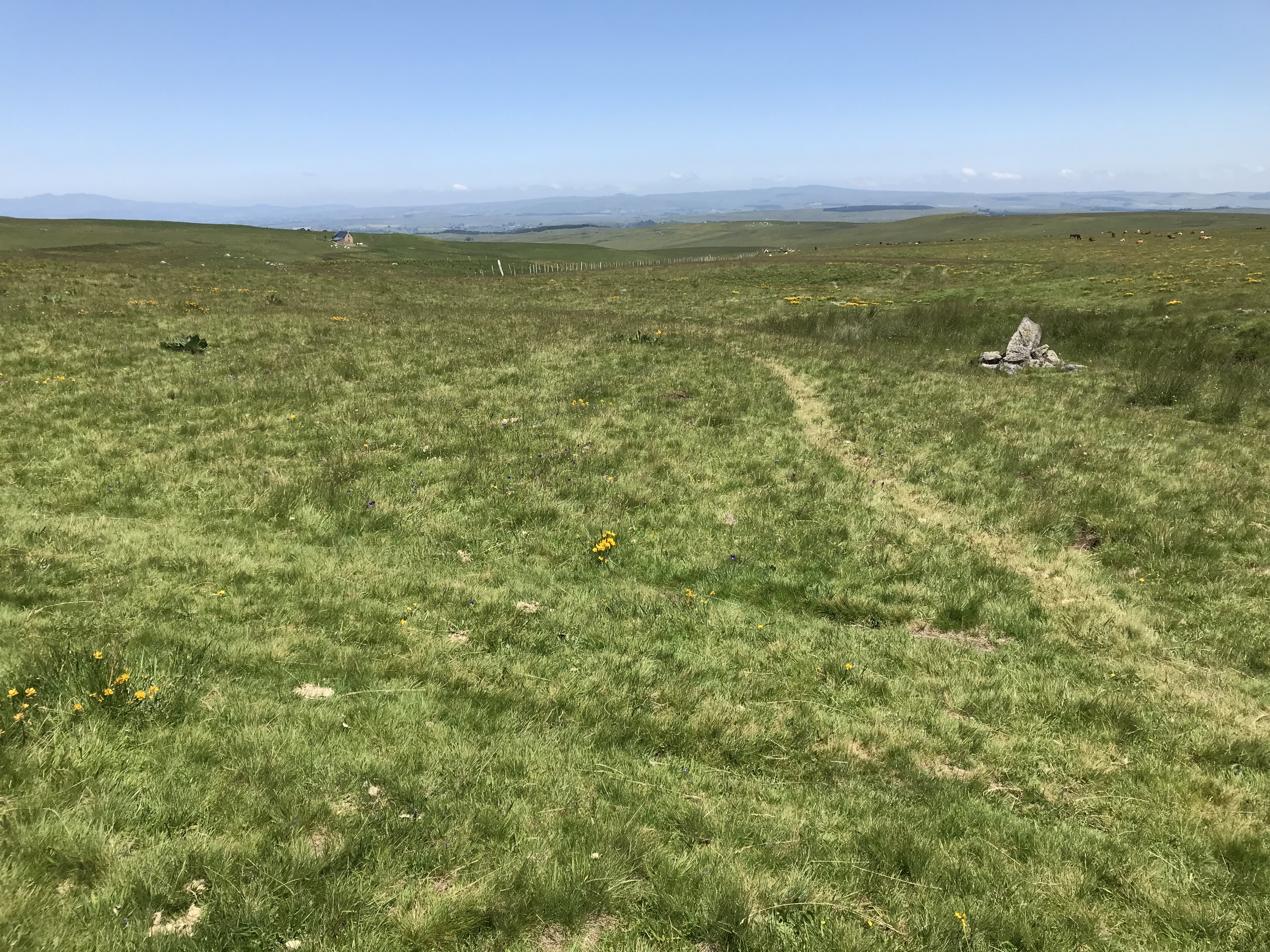
Plateau du Limon entre Cheylade et Dienne en été.

Cheylade se situe sur les plateaux du versant nord des monts du Cantal. C'est un village balcon qui surplombe la vallée de la Petite Rhue, bordée à l'est par la planèze du Limon et à l'ouest par celle du Trizac. Le territoire communal est également arrosé par deux affluents de la Petite Rhue : la Petite Rhue d'Eybes et la Véronne.

### Communes limitrophes
Les communes limitrophes sont Apchon, Le Claux, Collandres, Dienne, Le Falgoux, Marchastel, Saint-Hippolyte et Saint-Saturnin.
| Saint-Hippolyte | Apchon Marchastel | Saint-Saturnin |
| Collandres      | Cheylade          |                |
| Le Falgoux      | Le Claux          | Dienne         |

### Climat
Pour des articles plus généraux, voir Climat d'Auvergne-Rhône-Alpes et Climat du Cantal.
En 2010, le climat de la commune est de type climat de montagne, selon une étude du CNRS s'appuyant sur une série de données couvrant la période 1971-2000. En 2020, Météo-France publie une typologie des climats de la France métropolitaine dans laquelle la commune est exposée à un climat de montagne ou de marges de montagne et est dans la région climatique Ouest et nord-ouest du Massif Central, caractérisée par une pluviométrie annuelle de 900 à 1 500 mm, maximale en automne et en hiver.
Pour la période 1971-2000, la température annuelle moyenne est de 7,6 °C, avec une amplitude thermique annuelle de 14,8 °C. Le cumul annuel moyen de précipitations est de 1 627 mm, avec 13,2 jours de précipitations en janvier et 9,2 jours en juillet. Pour la période 1991-2020, la température moyenne annuelle observée sur la station météorologique de Météo-France la plus proche, sur la commune du Claux à 5 km à vol d'oiseau, est de 8,4 °C et le cumul annuel moyen de précipitations est de 1 515,7 mm,. Pour l'avenir, les paramètres climatiques de la commune estimés pour 2050 selon différents scénarios d'émission de gaz à effet de serre sont consultables sur un site dédié publié par Météo-France en novembre 2022.

## Urbanisme

### Typologie
Au 1er janvier 2024, Cheylade est catégorisée commune rurale à habitat très dispersé, selon la nouvelle grille communale de densité à 7 niveaux définie par l'Insee en 2022.
Elle est située hors unité urbaine et hors attraction des villes,.

### Occupation des sols
L'occupation des sols de la commune, telle qu'elle ressort de la base de données européenne d’occupation biophysique des sols Corine Land Cover (CLC), est marquée par l'importance des forêts et milieux semi-naturels (58,9 % en 2018), une proportion sensiblement équivalente à celle de 1990 (59,4 %). La répartition détaillée en 2018 est la suivante : milieux à végétation arbustive et/ou herbacée (48,5 %), prairies (39,5 %), forêts (10,5 %), zones urbanisées (0,8 %), zones agricoles hétérogènes (0,7 %). L'évolution de l’occupation des sols de la commune et de ses infrastructures peut être observée sur les différentes représentations cartographiques du territoire : la carte de Cassini (XVIIIe siècle), la carte d'état-major (1820-1866) et les cartes ou photos aériennes de l'IGN pour la période actuelle (1950 à aujourd'hui).

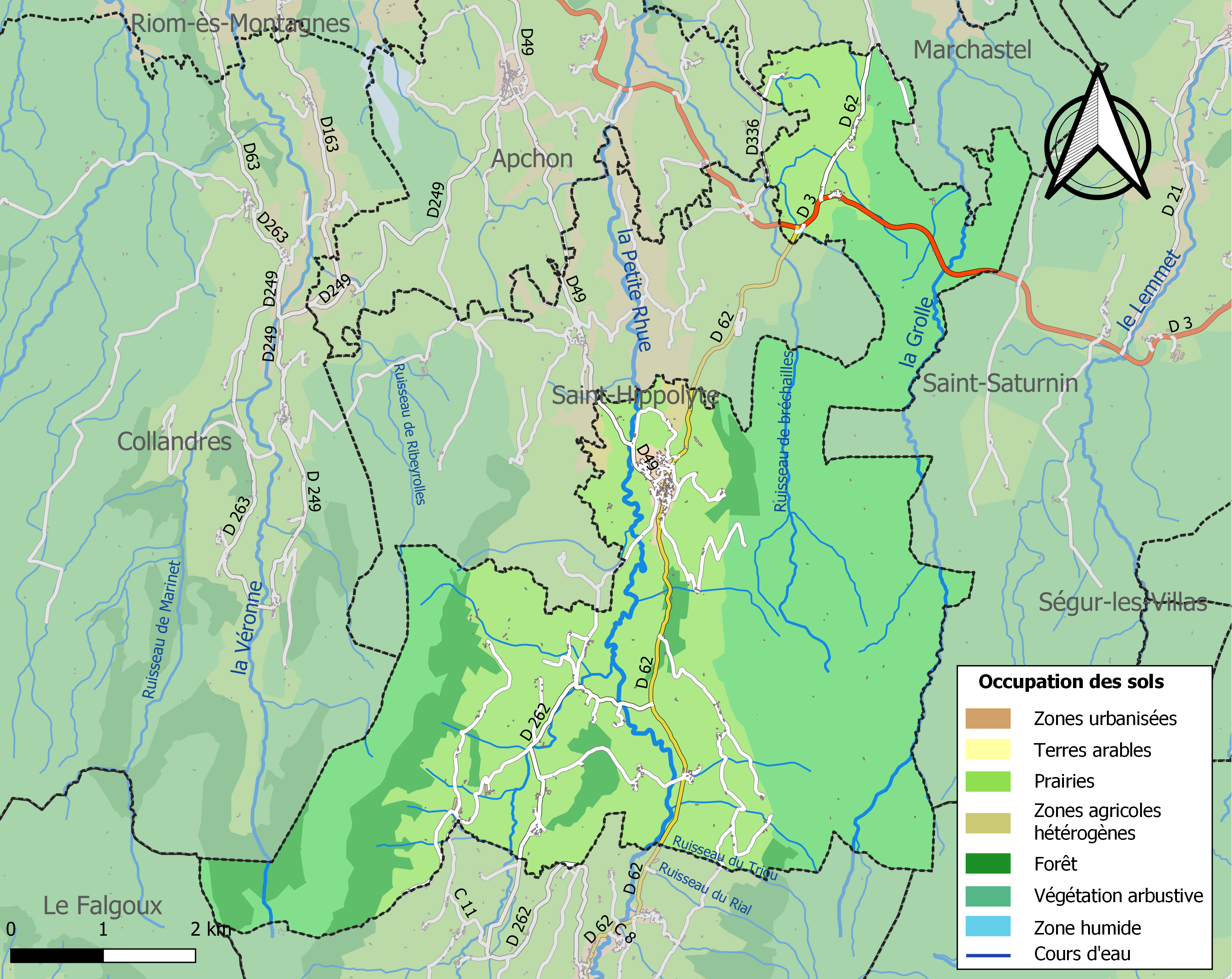
Carte des infrastructures et de l'occupation des sols de la commune en 2018 (CLC).

### Habitat et logement
En 2018, le nombre total de logements dans la commune était de 335, alors qu'il était de 332 en 2013 et de 336 en 2008.
Parmi ces logements, 35,5 % étaient des résidences principales, 52,5 % des résidences secondaires et 11,9 % des logements vacants. Ces logements étaient pour 91,6 % d'entre eux des maisons individuelles et pour 8,1 % des appartements.
Le tableau ci-dessous présente la typologie des logements à Cheylade en 2018 en comparaison avec celle du Cantal et de la France entière. Une caractéristique marquante du parc de logements est ainsi une proportion de résidences secondaires et logements occasionnels (52,5 %) supérieure à celle du département (20,4 %) et à celle de la France entière (9,7 %). Concernant le statut d'occupation de ces logements, 73,9 % des habitants de la commune sont propriétaires de leur logement (77,6 % en 2013), contre 70,4 % pour le Cantal et 57,5 pour la France entière.
| Typologie                                               | Cheylade | Cantal | France entière |
| ------------------------------------------------------- | -------- | ------ | -------------- |
| Résidences principales (en %)                           | 35,5     | 67,7   | 82,1           |
| Résidences secondaires et logements occasionnels (en %) | 52,5     | 20,4   | 9,7            |
| Logements vacants (en %)                                | 11,9     | 11,9   | 8,2            |

## Histoire
Au Moyen Âge, Cheylade qui s'appelait Chaszlada était une possession des seigneurs de Nonette, (près d'Issoire). Une église y fut construite et donnée à l'abbaye de Sauxillanges par Étienne I de Cheylade en l'an 1029. Cette église était dédiée à saint Léger, mais laissa place à une nouvelle construction à partir du  XIIe siècle.
Au XIIe siècle les descendants des seigneurs de Cheylade prirent le titre de Comtour de Valrus.
La peste noire décima une partie de la population ; la guerre de Cent Ans et les guerres de Religion firent aussi payer un lourd tribut aux populations locales.
La seigneurie et les terres resteront sous la juridiction des évêques de Clermont jusqu'en 1592. Elles furent saisies comme bien nationaux sous la Révolution française, le château de Cheylade fut complètement rasé en 1884.
En 1835, une partie du territoire de la commune devint la commune du Claux.

## Politique et administration

### Découpage territorial
La commune de Cheylade est membre de la communauté de communes du Pays Gentiane, un établissement public de coopération intercommunale (EPCI) à fiscalité propre créé le 29 décembre 1993 dont le siège est à Riom-ès-Montagnes. Ce dernier est par ailleurs membre d'autres groupements intercommunaux.
Sur le plan administratif, elle est rattachée à l'arrondissement de Saint-Flour, à la circonscription administrative de l'État du Cantal et à la région Auvergne-Rhône-Alpes.
Sur le plan électoral, elle dépend du canton de Murat pour l'élection des conseillers départementaux, depuis le redécoupage cantonal de 2014 entré en vigueur en 2015, et de la deuxième circonscription du Cantal  pour les élections législatives, depuis le dernier découpage électoral de 2010.

### Liste des maires
| Période                                  | Période   | Identité                             | Étiquette | Qualité                                        |
| ---------------------------------------- | --------- | ------------------------------------ | --------- | ---------------------------------------------- |
| Les données manquantes sont à compléter. |           |                                      |           |                                                |
| ...1870                                  | 1874      | Hippolyte Raynal de Tissonnière      |           | Conseiller d'arrondissement du canton de Murat |
| 1875                                     | 1884      | Adolphe de Chalvet de Rochemonteix   |           | Officier de l'instruction publique             |
| 1885                                     | 1892      | Antoine Georges Brun                 |           | Médecin                                        |
| 1893                                     | 1899      | Adolphe de Chalvet de Rochemonteix   |           | Officier de l'instruction publique             |
| 1900                                     | 1908      | Joachim Eugène Raynal de Tissonnière |           |                                                |
| 1908                                     | 1919      | François Bulit                       |           |                                                |
| 1919                                     | 1944      | Guynot de Rochemonteix               |           |                                                |
| 1945                                     | 1945      | Elie Pallut                          |           |                                                |
| 1945                                     | 1946      | Guynot de Rochemonteix               |           |                                                |
| 1946                                     | 1947      | Maurice Guittard                     |           |                                                |
| 1947                                     | 1950...   | Henri Lafarge                        |           |                                                |
| 1961                                     | 1977...   | Antoine de Rochemonteix              |           |                                                |
| mars 2001                                | mars 2008 | François Juillard                    |           |                                                |
| mars 2008                                | En cours  | Christophe Raynal                    | DVD       | Agent technique                                |

## Population et société

### Démographie
L'évolution du nombre d'habitants est connue à travers les recensements de la population effectués dans la commune depuis 1793. Pour les communes de moins de 10 000 habitants, une enquête de recensement portant sur toute la population est réalisée tous les cinq ans, les populations de référence des années intermédiaires étant quant à elles estimées par interpolation ou extrapolation. Pour la commune, le premier recensement exhaustif entrant dans le cadre du nouveau dispositif a été réalisé en 2008.

En 2022, la commune comptait 224 habitants, en évolution de −2,18 % par rapport à 2016 (Cantal : −1,08 %, France hors Mayotte : +2,11 %).
| 1793  | 1800  | 1806  | 1821  | 1831  | 1836  | 1841  | 1846  | 1851  |
| ----- | ----- | ----- | ----- | ----- | ----- | ----- | ----- | ----- |
| 1 784 | 1 784 | 2 047 | 1 996 | 2 127 | 1 211 | 1 267 | 1 311 | 1 316 |

| 1856  | 1861  | 1866  | 1872  | 1876  | 1881  | 1886  | 1891  | 1896  |
| ----- | ----- | ----- | ----- | ----- | ----- | ----- | ----- | ----- |
| 1 228 | 1 234 | 1 284 | 1 262 | 1 273 | 1 353 | 1 471 | 1 469 | 1 524 |

| 1901  | 1906  | 1911  | 1921  | 1926  | 1931  | 1936  | 1946 | 1954 |
| ----- | ----- | ----- | ----- | ----- | ----- | ----- | ---- | ---- |
| 1 367 | 1 439 | 1 379 | 1 145 | 1 144 | 1 082 | 1 094 | 886  | 831  |

| 1962 | 1968 | 1975 | 1982 | 1990 | 1999 | 2006 | 2008 | 2013 |
| ---- | ---- | ---- | ---- | ---- | ---- | ---- | ---- | ---- |
| 723  | 610  | 505  | 424  | 360  | 336  | 292  | 280  | 231  |

| 2018 | 2022 | - | - | - | - | - | - | - |
| ---- | ---- | - | - | - | - | - | - | - |
| 221  | 224  | - | - | - | - | - | - | - |

### Manifestations et festivités
Le comité des fêtes et l'association Valrhue animent le village de Cheylade. Les principaux rendez-vous festifs de l'année sont :
- Carnaval (avec embrasement de l'homme de paille), février, Comité des fêtes
- Exposition d'artistes et artisans régionaux, avril, association Valrhue
- Foire aux cloches et aux sonnailles, mai, association Valrhue
- Exposition d'été (thématique patrimoniale), juillet/août, association Valrhue
- Cyclosportive "l'Antonin Magne", juillet, Comité d'organisation de l'Antonin Magne
- Fête du Poulacre (spécialité à base de porc et d'agneau), juillet, Comité des fêtes
- Musique et Montagne. Stages Musique de Chambre en Juillet et Chant Choral en Août avec l'association " Prélude et Fugue  ".
- Semi-marathon La Valrhue, août, association Valrhue
- Fête patronale, août, Comité des fêtes
- Le Madcow Festival, 5 éditions qui pour la dernière en 2024 regroupa 12000 festivaliers dans le champ de Mr Lavergne à côté du lac des cascades ! Une première pour un collectif privé. Le maire Mr Raynal ainsi que le collectif MadCow a depuis le début travaillé main dans la main pour monter ce projet.

## Culture locale et patrimoine

### Lieux et monuments

#### Église Saint-Léger de Cheylade

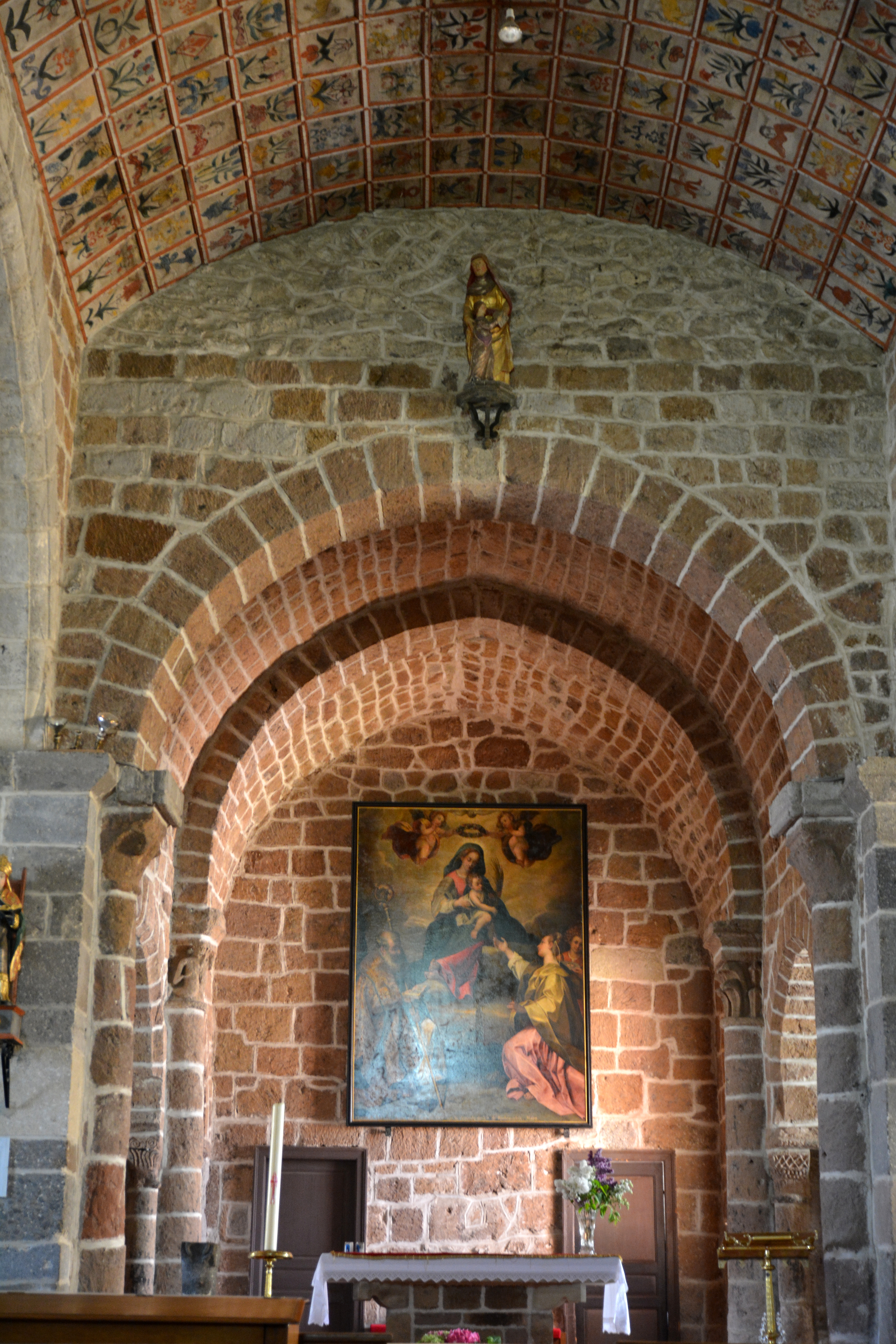
Chœur.

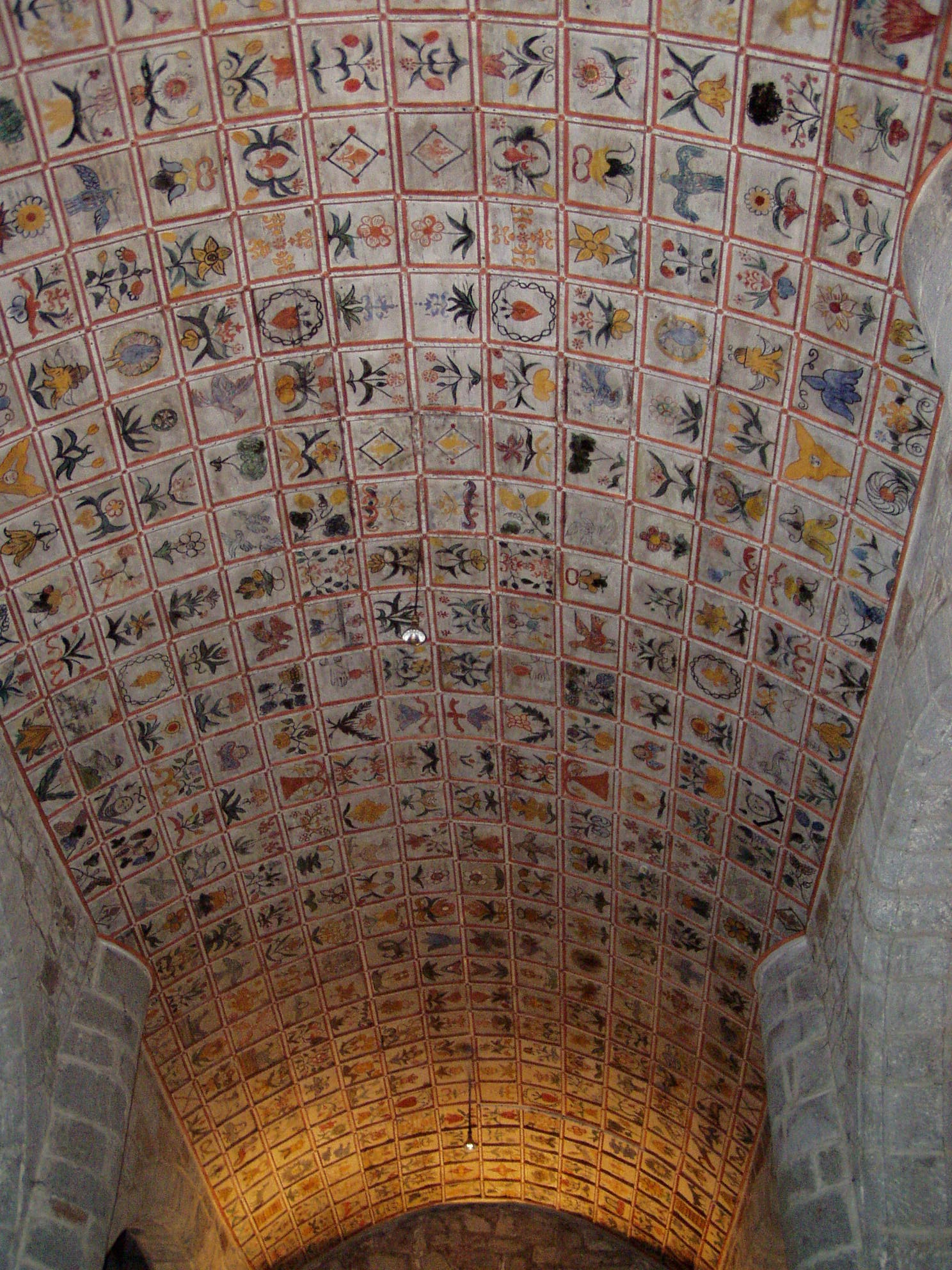
Plafond de l'église Saint-Léger.

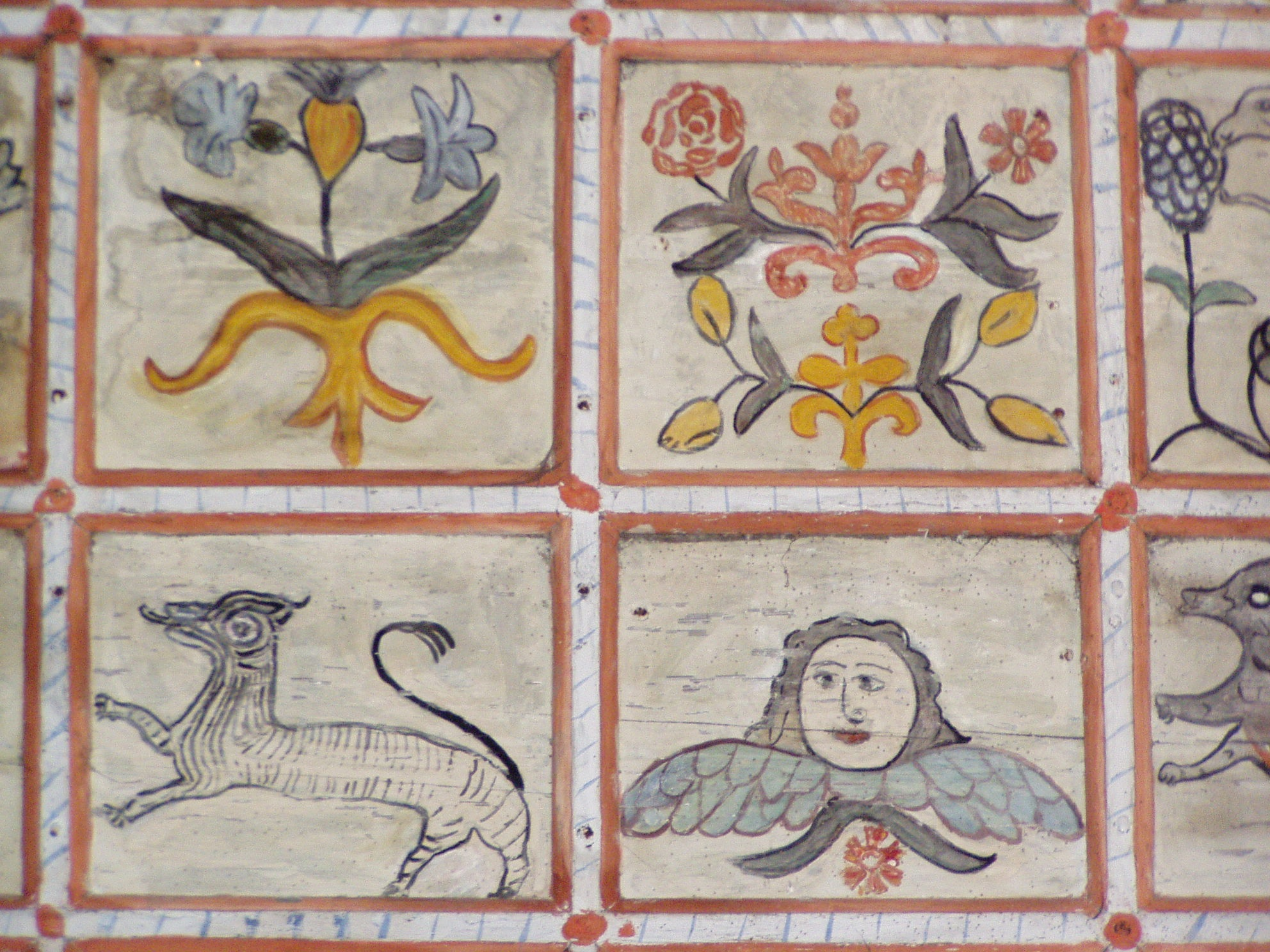
Détail du plafond de l'église Saint-Léger.

Église romane construite au XIIe siècle, remaniée aux XVe siècle et XVIIe siècle. Elle est construite en rhyolite (pierre volcanique du pays) et recouverte de lauzes de phonolite (une lave volcanique qui émet un son presque cristallin quand on la frappe). Le chevet et l'abside sont les parties les plus anciennes, le chevet s'ouvre par un arc triomphal qui s'appuie sur des colonnes surmontées de chapiteaux à feuilles d'acanthe. La statue de saint Léger date du XVe siècle. On peut aussi admirer devant l'autel une croix de granit datant du Moyen Âge et au fond un bénitier et des fonts baptismaux du XVe siècle

##### Le plafond
C'est le plafond qui est surtout remarquable, il date de la fin du XVIe siècle et est composé de 1386 caissons de bois polychromes, représentant des fleurs, des animaux, des personnages, des formes cabalistiques de facture naïve. On y trouve :
- Des animaux : le chien, symbole de fidélité et de loyauté ; l'âne et le cheval, indispensables à la vie de tous les jours ; des poules et un renard, le renard représentant le démon ; la colombe, symbole de paix ; l'aigle...
- Des animaux fantastiques : la méduse gorgone, qui représente les dangers de l'inconnu ; le basilic né d'un  œuf de coq couvé par un dragon.
- Des fleurs et fruits : rosacées, œillets, tulipes, tournesols, campanules, fruits de la vigne...
- d'autres motifs : cœurs, anges, cloches, fleurs de lys, et écussons d'armoiries.
- Un seul humain est représenté ; il s'agit d'un berger qui tient un bâton. Il est la seule figure qui ne soit pas présente en double dans l’église et se situe dans la partie gauche de l'édifice.

#### Château du Puech
Le château du Puech  est attesté dès le Xe siècle, agrandi au XIIe siècle, il est détruit au XVIe siècle. Son nom vient du Puech ("podium"), un dyke basaltique, sur lequel il a été établi. Il a donné son nom à une ancienne famille noble, puis par mariage à une branche de celle de Dienne, connue d'abord sous le nom de Del Puech ou Delpuech de Cheylade, puis à partir du XVIIIe siècle Du Puy de Dienne. Sur ses remparts restants, la famille de Henry Loubeyre a reconstruit une maison qui domine la vallée de Cheylade et qui fait face au château d'Apchon. Elle appartient toujours à un de ses descendants, le docteur Brunet.
• Les principaux sommets de la commune :
- Le Suc du Lac  1402 mètres
- Le Suc  1396 mètres  ...

### Personnalités liées à la commune
- Louis Chavignier, sculpteur.